# Jean-Marc Cuanillon
Jean-Marc Cuanillon es un deportista suizo que compitió en vela en la clase Tornado. Ganó una medalla de bronce en el Campeonato Europeo de Tornado de 2010.

## Palmarés internacional
| \| Campeonato Europeo \| Campeonato Europeo \| Campeonato Europeo \| Campeonato Europeo \| \| Año \| Lugar \| Medalla \| Clase \| \| ------------------ \| ------------------ \| ------------------ \| ------------------ \| \| 2010 \| Torbole (Italia) \| Medalla de bronce \| Tornado \| |                  |                   |         |
| Campeonato Europeo |                  |                   |         |
| Año | Lugar            | Medalla           | Clase   |
| 2010 | Torbole (Italia) | Medalla de bronce | Tornado |